# Gérard Delbeke
Gérard Delbeke (1 de setembre de 1903 - 22 d'octubre de 1977) fou un futbolista belga.

## Selecció de Bèlgica
Va formar part de l'equip belga a la Copa del Món de 1930. Fou jugador i entrenador del Club brugeois.